# Luis Sánchez (impresor)
Luis Sánchez (Estella, Navarra, antes de 1572 – Madrid, 28 de marzo de 1627) fue un impresor español, considerado uno de los mejores del Siglo de Oro español junto con Juan de la Cuesta, hijo del también impresor Francisco Sánchez.

## Biografía
Era hijo de María Almazán y del impresor Francisco Sánchez, al que sucedió en el taller madrileño de la calle de la Encomienda (entre Mesón de Paredes y Embajadores, y frente a la Imprenta Real de los Junta) desde 1591 hasta 1627. Tenía una sólida formación de humanista, y aumentó la calidad tipográfica y el número de obras impresas a unas quinientas, a una media de trece obras por año. Heredó de su padre el título de "Impresor del Rey", que se le permitió usar a partir de 1607. Su reputación fue tal que los propios autores lo preferían para imprimir sus obras y mantuvo cierta competencia con la imprenta de Pedro de Madrigal; en sus trabajos solía incluir alabanzas de los autores o las obras.
Casó el 20 de julio de 1589 con Ana Carasa, quien lo sucedió en el negocio de la imprenta tras su fallecimiento el 28 de marzo de 1627; desde ese año y hasta 1632 firmó sus impresiones “Viuda de Luis Sánchez”, aunque probablemente dirigía la imprenta Francisco de Ocampo. Tuvieron cuatro hijos, pero solo sobrevivió Juana Isabel, nacida en 1607 y heredera del negocio desde 1632 hasta 1654, más o menos.
Trabajaban con él los mejores oficiales, entre ellos algunos que llegaron a tener taller propio, como Alonso de Paredes (1586-1647), Miguel Serrano de Vargas, el culto y escrupuloso corrector Gonzalo de Ayala (secretario de la Hermandad de Impresores y autor de una Apología del arte de imprimir, 1619), Cristóbal de Contreras, etc. Fundidor de tipos fue Claudio Bolán. Luis Sánchez colaboró con los más importantes editores y libreros como Francisco de Robles, Miguel Martínez, Juan Berrillo, Francisco del Val, etc. Tuvo también librería propia y desde 1606, y tal vez antes, también financió el coste económico de algunas impresiones. Sin abandonar su negocio madrileño, cuando la Corte se trasladó a Valladolid instaló allí otro taller (1602-1606), quizá atendido por su hermano Lucas Sánchez; allí imprimió obras tan denotadas como la Historia general de la India oriental (1603) de Antonio de San Román y las Flores de poetas ilustres de España (1605) de Pedro de Espinosa, entre muchas otras.
Usó varios escudos o marcas tipográficas; la primera fue una cigüeña con una cinta en el pico y la leyenda vigilate, que también usaron su padre y Guillermo Drouy; en 1593 usó un ángel con la corona en una mano y unas disciplinas en la otra que representan el castigo y el premio; desde 1593 la que más usó fue una mano abierta con un ojo en la yema de cada dedo y la leyenda vigili labore; desde 1595, un brazo hercúleo que sostiene una antorcha con el emblema celestis origo. Además de imprimirlo, financió parte del Índice de libros prohibidos y expurgados del Inquisidor general Bernardo Sandoval y Rojas (1612).
Entre sus mejores trabajos en Madrid podrían destacarse entre muchos: la Práctica de procuradores (1591) de Juan Muñoz, Diversas rimas (1591) de Vicente Espinel, la Diana (1595) de Jorge de Montemayor, Método de la colección y reposición de las medicinas simples (1595) de Luis de Oviedo, Libro de agricultura (1598) de Gabriel Alonso de Herrera, Historia particular de la persecución de Inglaterra (1599) de Diego de Yepes, dos ediciones del Lazarillo de Tormes castigado (la del 11 de mayo de 1599 y la de Valladolid en 1603), la Historia natural de los animales (1599) de Plinio el Viejo, Obras (1600) de Garcilaso de la Vega, el Romancero general (1600), Emblemas morales (1610) y Tesoro de la lengua castellana o española (1611) de Sebastián de Covarrubias Orozco, Compendio de la filosofía y destreza de las armas (1612) de Jerónimo Sánchez de Carranza, la Historia general de España (1623) del padre Juan de Mariana, la última en vida del autor y corregida por él, aunque el historiador manchego, que había escrito un quisquilloso memorial para que la edición se hiciera a su gusto, en papel genovés cuatro o cinco reales más caro que el del Paular, con la letra, márgenes, tinta y aceites determinados, y con sus correcciones (al que aún añadió una apostilla, pues no estaba nada ciego, como creía Gregorio Mayáns), encargando supervisar la edición con un poder al jurista y humanista Alonso Ramírez de Prado (supervisado a su vez por el patrono de la edición, Pedro Laso de la Vega, I.er. Conde de los Arcos) no quiso imprimir allí el segundo tomo sino en Toledo por Diego Rodríguez; Excelencias de la Monarquía y Reino de España (1625) de Gregorio López Madera, Argenis (1626) de John Barclay...